# قصیده‌هایی از مسینا
قصیده‌هایی از مسینا (انگلیسی: Idylls from Messina؛ آلمانی: Idyllen aus Messina) مجموعه‌ای از هشت چکامه کوتاه سروده فریدریش نیچه است. این اشعار در بهار ۱۸۸۲ در سیسیل سروده شده‌اند، که نیچه پس از بازگشت از جنوا، سه هفته در آن‌جا اقامت داشت.
در ماه مه ۱۸۸۲ این هشت قصیده توسط ارنست اشمایتزنر، ناشر وقت نیچه که بعدها تمام روابطش را با او قطع کرد و سرانجام از او شکایت  کرد، در اینترنشنال موناتشریفت منتشر شد. این قصیده‌ها از همان حجم عظیم تلاش‌های شاعرانه‌ای ناشی می‌شوند که او از فوریه تا آوریل ۱۸۸۲ انجام داد، که نیچه بعدها از دل آن‌ها «مقدمه‌ای بر قافیه‌های آلمانی تا  حکمت شادان» را در سال ۱۸۸۲ سرود. از میان این هشت شعر، نیچه از شش شعر، به شکل اندکی تغییریافته، برای ترانه‌های شاهزاده وگلفری، ضمیمه چاپ دوم حکمت شادان در سال ۱۸۸۷ استفاده کرد.